# Manon Lescaut (Puccini)
Manon Lescaut [maˈnɔn leˈsko] ist eine Oper (Originalbezeichnung: „Dramma lirico“) in vier Akten von Giacomo Puccini, die 1893 im Teatro Regio in Turin uraufgeführt wurde. Am Libretto waren mehrere Autoren beteiligt: Ruggero Leoncavallo, Marco Praga, Domenico Oliva, Luigi Illica, Giuseppe Giacosa, Giulio Ricordi, Giuseppe Adami und Puccini selbst. Die Handlung basiert auf dem Roman Histoire du Chevalier Des Grieux et de Manon Lescaut (1731) von Abbé Prévost.

## Handlung
Die kursiv gesetzten Einleitungstexte basieren auf der deutschen Übertragung von Ludwig Hartmann.

### Erster Akt
In Amiens

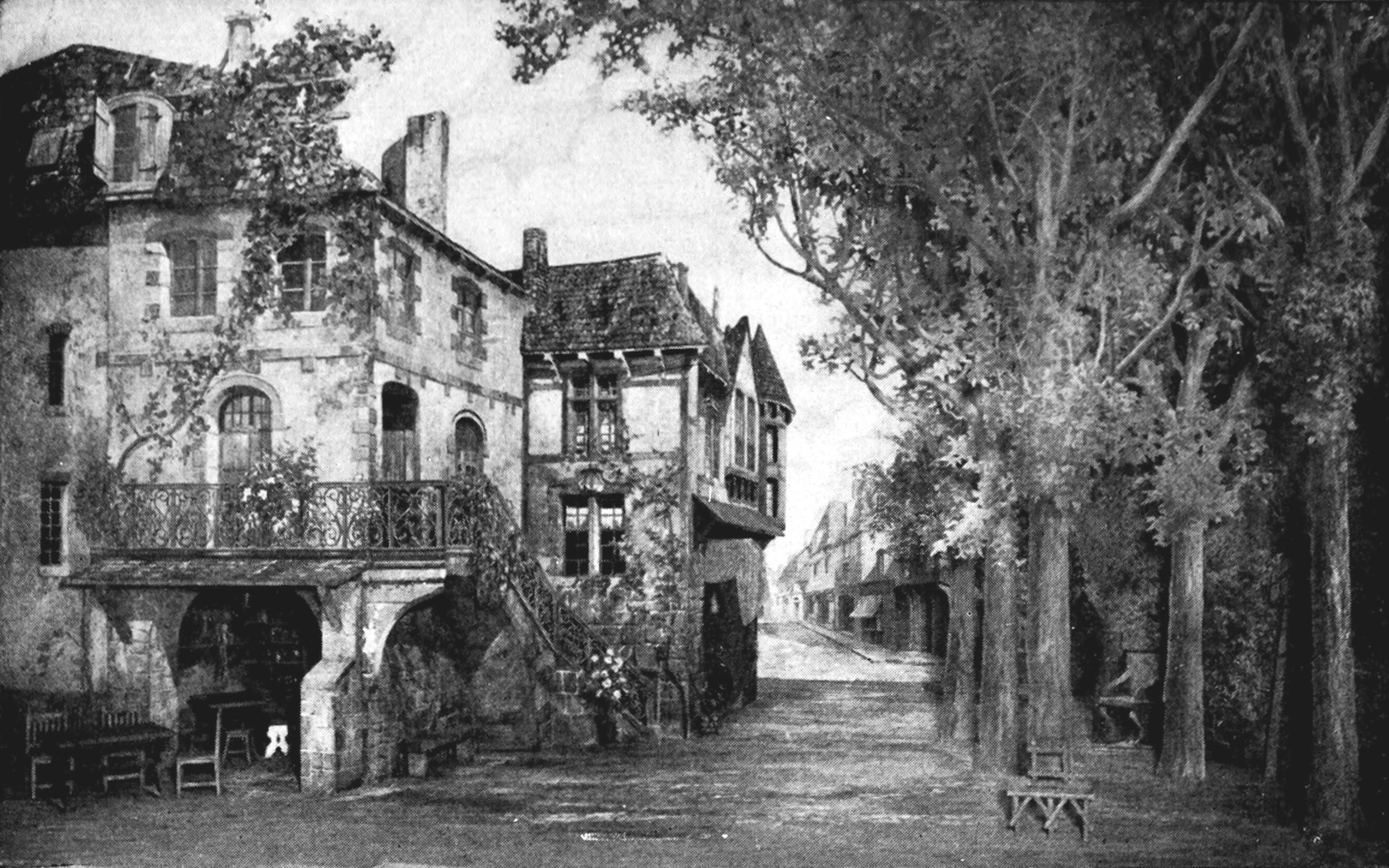
Szene aus dem ersten Akt, Metropolitan Opera

Ein weiter Platz bei der Pariser Post zu Amiens. Rechts eine Allee, links ein Wirtshaus mit einer Vorhalle, unter welcher Tische und Stühle für die Ankommenden stehen. Eine äußere Treppe führt in den ersten Stock des Gasthauses. Studenten, Bürger, Volk, Frauen und Mädchen, Soldaten welche den Platz spazierend und plaudernd hin und her überschreiten und zu der Allee gehen und von dort kommen. Andere bilden Gruppen, sich unterhaltend, wieder andere sitzen an den Tischen und trinken und spielen. Edmondo mit andern Studenten; später Des Grieux.
Auf dem Platz vor der Pariser Post in Amiens wartet eine Menschenmenge auf die Postkutsche aus Arras. Der Student Edmondo begrüßt seine Freunde „halb komisch, halb sentimental“ mit einem Madrigal (Edmondo: „Ave, sera gentile“). Gemeinsam flirten sie mit einer Gruppe Mädchen (Edmondo/Studenten: „Giovinezza è il nostro nome“). Als ihr Kommilitone Des Grieux vorbeikommt, verspotten sie diesen als in Liebesdingen unbedarft. Des Grieux beweist ihnen das Gegenteil mit einem galanten Ständchen an die Mädchen („Tra voi, belle, brune e bionde“). Mit der Postkutsche treffen Manon Lescaut, ihr Bruder, der sie auf Geheiß des Vaters in ein Kloster bringen soll, und der Steuerpächter Geronte de Ravoir ein. Des Grieux verliebt sich auf den ersten Blick in Manon, spricht sie an und erfährt von ihrer geplanten Zukunft (Des Grieux: „Cortese damigella“). Er überredet sie, sich abends noch einmal mit ihm zu treffen. Nachdem sie mit ihrem Bruder ins Haus gegangen ist, gerät Des Grieux ins Schwärmen (Des Grieux: „Donna non vidi mai“), bis er von seinen Freunden abgelenkt wird. Geronte de Ravoir hat jedoch ebenfalls ein Auge auf Manon geworfen. Nachdem er von Lescaut von ihrer Zukunft im Kloster erfahren hat, bewegt er den Wirt mit Geld dazu, eine Kutsche bereitzustellen. Edmondo, der den Handel belauscht hat, berichtet Des Grieux davon. Dieser kann auf dem abendlichen Treffen Manon überzeugen, mit ihm zu fliehen (Manon: „Vedete? io son fedele“). Beide verschwinden in der von Geronte gemieteten Kutsche, während Geronte und der betrunkene Lescaut von der Menge verhöhnt werden.

### Zweiter Akt
In Paris

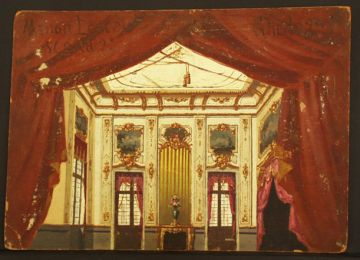
Bühnenbild des zweiten Akts, Turin 1893

Ein eleganter Salon im Hause Gerontes. Im Hintergrund große Türen. Rechts verhüllen reiche Vorhänge den Eingang zu einem Alkoven. Links nach dem Fenster ein luxuriöser Toilettentisch. Sofa, Sessel, Tisch in reichem Geschmack. Der Vorhang geht auf. Manon sitzt vor der Toilette, bedeckt mit einem kleidsamen weißen Pudermantel. Der Friseur ist eifrig um sie beschäftigt. Zwei Knaben stehen hinten, um jeden ihrer Befehle sofort auszuführen.
Nachdem Manon kurze Zeit mit dem mittellosen Des Grieux in Paris gelebt hatte, wurde sie von ihrem Bruder Lescaut zu Geronte gebracht. Der überhäuft sie mit Geschenken. Eines Morgens erhält Manon Besuch von ihrem Bruder, der ihre Schönheit rühmt. Trotz ihres jetzigen Reichtums vermisst Manon ihren Geliebten Des Grieux (Manon: „In quelle trine morbide“). Lescaut teilt ihr mit, dass sich dieser ebenfalls nach ihr sehne. Um das nötige Geld für ihre Rückeroberung zu erhalten, sei er inzwischen dem Glücksspiel verfallen. Manons Bedauern verfliegt schnell, als sie einen Blick in den Spiegel wirft. Eine Gruppe gepuderter Choristen tritt ein und trägt Manon ein pastorales Madrigal vor, das Geronte für sie komponiert hat (Choristen: „Sulla vetta tu del monte“). Sie gibt Lescaut ihre Geldbörse, damit er die Musiker bezahlt, doch Lescaut steckt das Geld selbst ein und entlässt die Musiker „im Namen wahren Ruhms“. Jetzt erscheinen einige von Geronte geladene Gäste: ältere Herren und Geistliche. Quartettspieler stimmen im Hintergrund ihre Instrumente. Geronte selbst kommt mit einem Tanzmeister hinzu, unter dessen Anleitung Manon ein Menuett tanzt. Die Gäste loben sie fasziniert, und Manon bittet Geronte zum Tanz (Manon: „L’ora, o Tirsi, è vaga e bella“). Als die Gesellschaft gegangen ist und Manon sich anschickt, ihnen zu folgen, tritt Des Grieux ein, den Lescaut geholt hat (Manon/Des Grieux: „Tu, amore? Tu?“). Manon wirft sich in seine Arme, um eine Versöhnung zu erreichen (Manon: „Io voglio il tuo perdono“). In diesem Moment kehrt jedoch Geronte zurück, erkennt die Situation und eilt unter Drohungen davon. Des Grieux drängt zur Flucht. Manon aber kann nicht von ihrem Schmuck lassen (Des Grieux: „Ah! Manon, mi tradisce“). Schließlich kehrt Lescaut atemlos zurück und berichtet, dass Geronte Manon verklagt habe. Er mahnt ebenfalls zur Eile. Manon reißt noch einige Schmuckgegenstände an sich, die sie mitnehmen will. Das Haus ist jedoch bereits von Soldaten umstellt und eine Flucht unmöglich. Als ein Sergeant mit zwei Soldaten eintritt, lässt Manon vor Schreck die Juwelen fallen. Sie wird verhaftet. Lescaut kann gerade noch Des Grieux von einem Angriff gegen die Soldaten abhalten. Wenn er ebenfalls verhaftet worden wäre, könnte niemand Manon retten.

### Dritter Akt
Intermezzo sinfonico
Ein orchestrales Zwischenspiel stellt Manons Gefangenschaft und Reise nach Le Havre dar, wohin Des Grieux ihr folgt. Dessen Gefühle beschreibt ein programmatisches Zitat aus der Erzählung Prévosts:

“… Gli è che io l’amo! – La mia passione è così forte che io mi sento la più sfortunata creatura che viva. – Quello che non ho io tentato a Parigi per ottenere la sua libertà! … Ho implorato i potenti! … Ho picchiato e supplicato a tutte le porte! … Persino alla violenza ho ricorso! … Tutto fu inutile. – Una sol via mi rimaneva: seguirla! Ed io seguo! Dovunque ella vada! … Fosse pure in capo al mondo! …”

„… Hier weilt die Geliebte. Meine Leidenschaft ist so stark, dass ich mich als das unglücklichste Geschöpf der Erde fühle. Was habe ich nicht versucht in Paris, um Manons Befreiung zu erlangen! Gefleht habe ich die Machthaber, an allen Türen angeklopft und gebeten. Selbst zur Gewalt griff ich. Alles umsonst. Sie retten konnte ich nicht, so blieb mir nur ein Weg – ihr zu folgen. Und ich folge ihr – wohin sie auch geht, ich folge ihr; Und wäre es das Ende der Welt … ich folge ihr …“

Le Havre

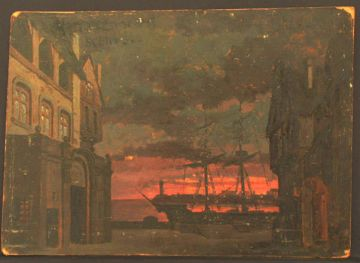
Bühnenbild des dritten Akts, Turin 1893

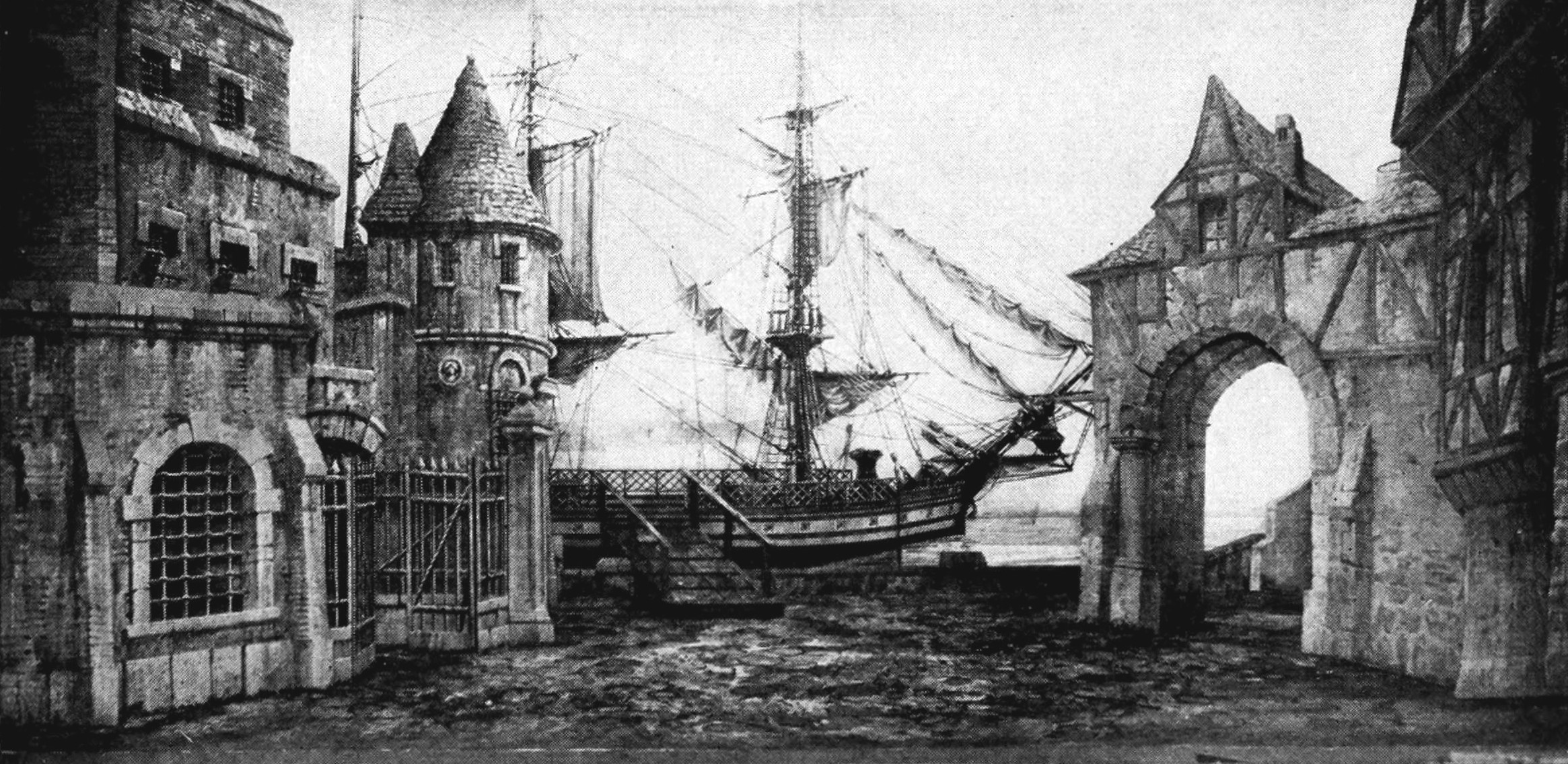
Szene aus dem dritten Akt: Le Havre

Platz am Hafen. Im Hintergrund der Ausblick auf das Meer und die Schiffe. Links die Ecke einer Kaserne. Im Parterre ein Fenster, das mit dicken Eisenstäben vergittert ist. Das Tor, welches auf den Platz geht, ist geschlossen. Eine Wache patrouilliert davor. Im Hafen hinten sieht man die Hälfte eines Kriegsschiffes. Rechts ein Haus und ein Stück Trottoir. In der Ecke ein matt erhellter Leuchtturm. Es ist die letzte Stunde der Nacht. Der Morgen beginnt zu dämmern. Des Grieux und Lescaut, beide von verschiedenen Seiten an der Kaserne.
Manon wurde zur Verbannung in die amerikanische Strafkolonie verurteilt. Des Grieux und Lescaut planen einen letzten Versuch, sie zu befreien. Ein von Lescaut bestochener Wachmann ermöglicht zunächst ein Gespräch zwischen den Liebenden, in dem Des Grieux Manon über den Plan informiert. Schon graut der Morgen, und ein Laternenwärter löscht singend das Licht im Leuchtturm. Die beiden müssen sich trennen. Plötzlich fällt ein Schuss, und Stimmen rufen zu den Waffen. Der Fluchtplan ist gescheitert. Lescaut mahnt zur Eile, doch Des Grieux will nicht ohne Manon fliehen. Erst ihr eigenes Flehen bewegt ihn dazu, Lescaut zu folgen. Der Lärm hat inzwischen eine Menge Menschen herbeigelockt, zwischen denen sich die beiden verbergen. Unter der Aufsicht eines Sergeanten und eines Marinekommandanten beginnt die Einschiffung der verbannten Prostituierten. Der Sergeant ruft einen Namen nach dem anderen auf, der jeweils von der Menge kommentiert wird. Als Manon an der Reihe ist, weckt Lescaut durch eine bildhafte Beschreibung ihres grausamen Schicksals die Empörung der Anwesenden. Des Grieux nutzt die Gelegenheit, sich vorsichtig Manon zu nähern. Die beiden verabschieden sich unter Tränen, bis der Sergeant sie grob auseinanderreißt. Mit dem Mut der Verzweiflung überredet Des Grieux den Kommandanten, ihn als Schiffsjungen mitzunehmen (Des Grieux: „No! pazzo son! – Guardate, pazzo son“). Lescaut bleibt kopfschüttelnd zurück.

### Vierter Akt
In Amerika

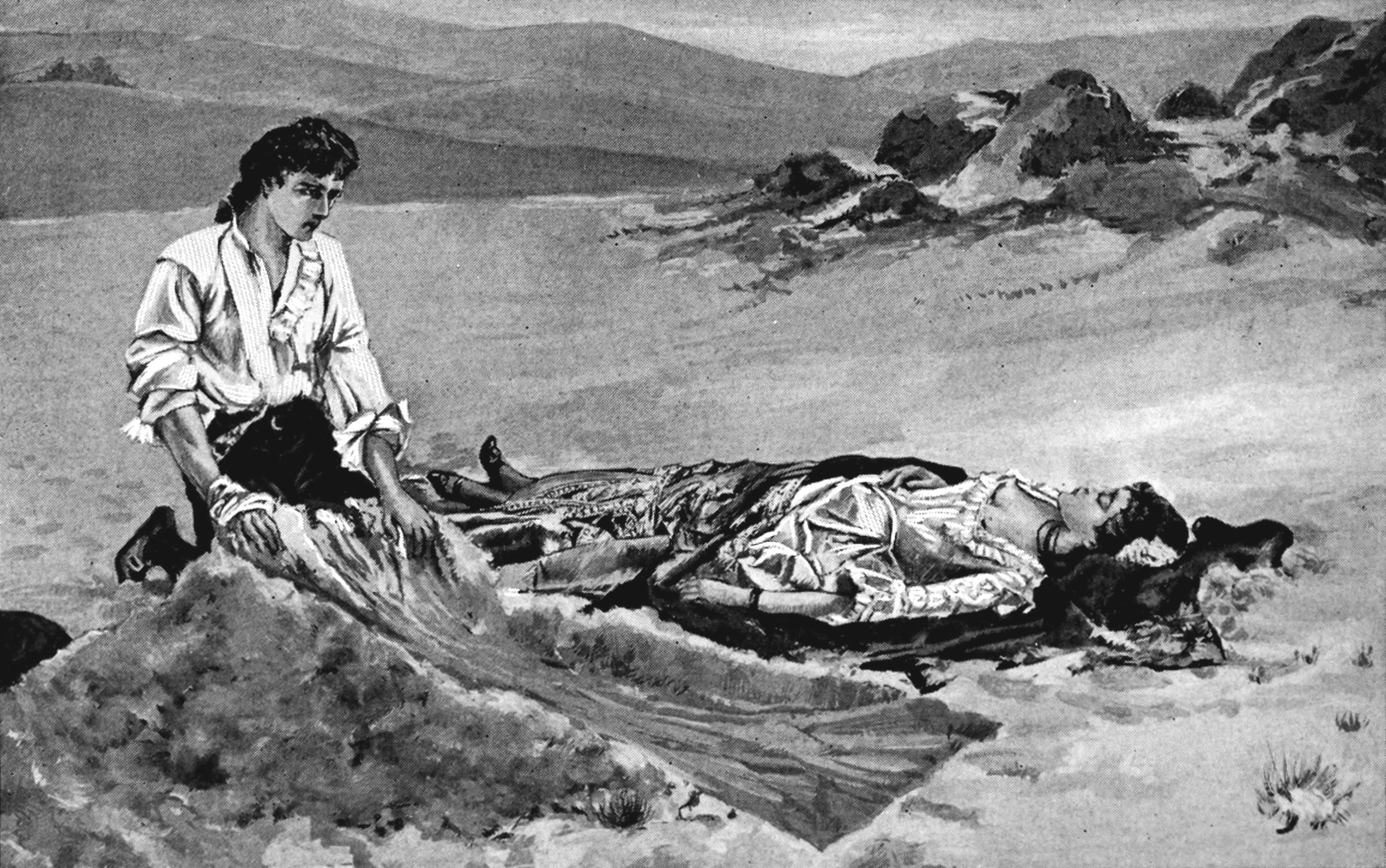
Szene aus dem vierten Akt: Manons Begräbnis

Eine unermessliche Ebene an der fernsten Grenze von New Orleans. Der Boden ist gewellt und ganz öde und schrecklich unfruchtbar. Der Himmel grau bewölkt. Der Abend dämmert. Manon und Des Grieux nähern sich langsam vom Hintergrund her, ärmlich gekleidet, von leidendem Aussehen. Manon ist bleich abgezehrt und stützt sich ermattet auf Des Grieux, der sie mühsam aufrecht hält.
Während der Flucht durch die Wüste wird Manon immer schwächer. Sie schickt Des Grieux los, um Wasser zu suchen. Während sie auf seine Rückkehr wartet, erinnert sie sich verwirrt und übermüdet an den Grund ihrer Flucht (Manon: „Sola… perduta, abbandonata“): Sie und Des Grieux sollten nach der Ankunft in Amerika erneut getrennt werden. Er wurde in einen blutigen Kampf verwickelt, und die beiden mussten fliehen. Manon verflucht ihre Schönheit, der sie die Schuld daran gibt. Als Des Grieux ohne Wasser zurückkehrt, beteuert Manon – schon vollständig entkräftet – ihre ewige Liebe zu ihm und stirbt in seinen Armen.

## Gestaltung

### Orchester
Die Orchesterbesetzung der Oper enthält die folgenden Instrumente:
- Holzbläser: drei Flöten (3. auch Piccolo), zwei Oboen, Englischhorn, zwei Klarinetten, Bassklarinette, zwei Fagotte
- Blechbläser: vier Hörner, drei Trompeten, drei Posaunen, Basstuba
- Pauken, Schlagzeug: große Trommel, Becken, Glockenspiel, Tamtam, Triangel, Trommel
- Celesta
- Harfe
- Streicher
- Bühnenmusik: Flöte, Kornett, Schellen, Glocke in g, Trommel

### Musiknummern
Die Oper ist durchkomponiert. In der Literatur werden die folgenden Stücke hervorgehoben (deutsche Texte nach der Übertragung von Ludwig Hartmann):
Erster Akt
- Edmondo: „Ave, sera gentile“ („Sei gegrüsst Abend!“)
 Madrigal
- Edmondo/Studenten: „Giovinezza è il nostro nome“ („Unser Panier ist die frohe Jugend “)
 Madrigal[1]:222
- Des Grieux: „Tra voi, belle, brune e bionde“ („Unter all Euch schönen Kindern“)
 „Galanterie“[5]
- Des Grieux: „Cortese damigella“ („Mein gnädiges Fräulein“)
 Des Grieux’ spricht Manon höflich an und wird sich seiner Gefühle bewusst[1]:224f
- Des Grieux: „Donna non vidi mai“ („Wo lebte wohl ein Wesen“)
 Ausdruck von Des Grieux’ „extatischer Liebe“.[5]
- Manon: „Vedete? io son fedele“ („Nun seht Ihr! Ich hab getreulich“)
 das Gespräch verwandelt sich zunehmend in „extatischen Lyrizismus“.[6]

 Zweiter Akt
- Manon: „In quelle trine morbide“ („Ach, in den kalten Spitzen herrscht“)
 „ausgeprägte[r] Deszendenzmelos als Ausdruck für Manons Einsamkeit inmitten der kalten Pracht“[2]
- Choristen: „Sulla vetta tu del monte“ („Auf des Berges Höhen wandelst du, o Chloë“)
 Madrigal[6]
- Manon: „L’ora, o Tirsi, è vaga e bella“ („Höre die Stunde, Tyrso, locken“)
 pastorale Ariette Manons als Beispiel für den „subtilen Wandel von semantischen Bezügen“ (Girardi 2000, 91)[1]:227
- Manon/Des Grieux: „Tu, amore? Tu?“ („Du, Du! Geliebter!“)
 das große Liebesduett der Oper[2]
- Manon: „Io voglio il tuo perdono“ („Doch, jetzt sollst du verzeih’n“)[7]
- Des Grieux: „Ah! Manon, mi tradisce“ („Manon! schändlich!“)
 Des Grieux’ Vorahnung einer dunklen Zukunft[1]:223

Dritter Akt
- Intermezzo sinfonico
- Des Grieux: „No! pazzo son! – Guardate, pazzo son“ („Weh’ mir … Ich bin toll wohl …!“)
 Ausdruck von Des Grieux’ Verzweiflung[5] als „musikalische Momentaufnahme einer psychischen Ausnahmesituation“[2]

Vierter Akt
- Manon: „Sola… perduta, abbandonata“ („Allein! – von Allen aufgegeben“)
 Manons eigene Schilderung ihres Seelenzustands unmittelbar vor ihrem Tod, schwankend zwischen „Resignation und Euphorie“[2]

### Musik
Obwohl keine Einteilung in Szenen mehr erkennbar ist, gibt es traditionelle und meist in sich abgeschlossene musikalische Formen, in denen Gefühle ausgedrückt werden und sich die Melodien entwickeln können. Alleine Des Grieux sind sechs Solostücke mit unterschiedlichem emotionalem Inhalt zugewiesen. Es handelt sich um eine der umfangreichsten und anspruchsvollsten Tenorpartien Puccinis.:226
In der Orchesterbehandlung orientierte sich Puccini deutlich an Richard Wagner, was sich an den zukunftsweisenden harmonischen Wendungen (einschließlich des zitierten Tristan-Akkords) und der verwendeten Leitmotiv-Technik bemerkbar macht. Hiervon sind besonders das Liebesduett im zweiten Akt, das „Intermezzo sinfonico“ und der vierte Akt geprägt. Der Titelrolle ist zu den Worten „Manon Lescaut mi chiamo“ ein eigenes Motiv zugewiesen, das im Verlauf der Oper stark variiert wird. Im vierten Akt werden die in den vorangegangenen Akten vorgestellten Motive noch einmal verdichtet. Instrumentalsoli werden nur spärlich eingesetzt. Die Leitmotive gehen weit über deren Verwendung als Erinnerungsmotive bei Giuseppe Verdi hinaus, bilden aber noch kein „syntaktisch-semantisches“ System.
Die Gesangsthemen tauchen häufig zuerst im Orchester vollständig auf. Die Solisten übernehmen sie anfangs quasi rezitativisch in gebrochener Form. Auf der anderen Seite gibt es auch außerhalb der geschlossenen Formen kantable Wendungen. Auffällig ist eine häufige „Verdopplung der expressiven Kantilene in mehreren Oktavlagen“.
Zur Darstellung des historischen Kolorits des Ancien Régime nutzte Puccini verschiedene ältere Formen. Das musikgeschichtlich eigentlich zu alte Madrigal steht dabei symbolisch für eine „freie weltliche canzone“. Das Anfangsmotiv des ersten Akts basiert auf dem zweiten der Tre minuetti für Streichquartett, einer Studentenübung Puccinis. Im zweiten Akt gibt es mit dem Auftritt der Musikanten einen Verweis auf die Kastratenkultur des 18. Jahrhunderts sowie ein pastorales Madrigal. In dieser Szene sind sowohl das Stimmen der Instrumente als auch das Einspielen der Musiker auskomponiert. Es folgt eine als Menuett bezeichnete dreiteilige Tanzszene Manons. Ab dem Auftritt Des Grieux’ weichen die historisierenden Elemente der Musik mit einer Variante des Tristan-Akkords dem Wagner’schen Stil.:226f

### Libretto
Da Puccini eine zu große Ähnlichkeit seiner Oper mit Massenets Manon unbedingt vermeiden wollte („bisogna assolutamente evitare Massenet“), unterscheiden sich sowohl die Personen-Charakterisierungen als auch die Auswahl der Szenen beider Werke deutlich voneinander. Gemeinsamkeiten gibt es nur im ersten Akt in der ersten Begegnung des Paares und der Flucht nach Paris. Zentrale Bedeutung hat das Motiv der „Liebe auf den ersten Blick“.:224 Die ausgewählten Episoden sind unzusammenhängend und nicht immer zentral für die Handlung von Prévosts Vorlage. Ohne Kenntnis des Romans ist das Geschehen nicht völlig verständlich. Die Wirkung entsteht erst durch die Musik.
Puccini selbst schrieb, dass er das Thema, das Prévost „als Franzose, mit Puder und Menuett“ verarbeitete, „auf italienische Art, mit verzweifelter Leidenschaft“ empfand.:27 Sein Bestreben war es, „das historische Lokalkolorit des 18. Jahrhunderts zu gestalten, vor allem in seinen scheinheiligen und affektierten Zügen“.:92 Die poetische Sprache des 18. Jahrhunderts, die durch einen „linguistischen und metrischen Archaismus“ gekennzeichnet ist, findet sich vorwiegend im ersten und im Beginn des zweiten Akts. Ab dem Auftritt Des Grieux’ in letzterem wird die Sprache moderner und direkter, und im vierten Akt findet sich keine Spur mehr von „französischem Puder“.

## Werkgeschichte

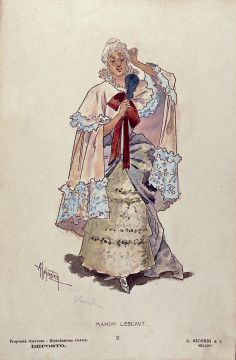
Cesira Ferrani als Manon im zweiten Akt. Kostümentwurf von Adolfo Hohenstein für die Uraufführung 1893.

Das Libretto von Puccinis Oper Manon Lescaut basiert auf der Histoire du chevalier Des Grieux et de Manon Lescaut aus dem 1731 erschienenen siebten Band der Mémoires et aventures d’un homme de qualité qui s’est retiré du monde des Abbé Prévost (Antoine François Prévost d’Exiles). Mit Sicherheit kannte Puccini bereits Jules Massenets Vertonung des Stoffes. Dessen Oper Manon war zwar bereits 1884 in Paris erfolgreich uraufgeführt worden, aber dem italienischen Publikum noch unbekannt. Anders als in seinen beiden ersten Opern Le Villi und Edgar kümmerte sich Puccini jetzt selbst intensiv um das Libretto. Er begründete das mit den Worten: „Keinem idiotischen Librettisten darf erlaubt sein, die Geschichte zu ruinieren – ich sollte unbedingt meine Hände bei der Entstehung des Librettos im Spiel haben.“:220 Im Laufe der Zeit arbeiteten außer ihm selbst sieben weitere Personen an dem Text: Ruggero Leoncavallo, Marco Praga, Domenico Oliva, Luigi Illica, Giuseppe Giacosa, Giulio Ricordi und Giuseppe Adami.
Trotz des geringen Erfolgs von Puccinis Vorgängeroper Edgar förderte ihn sein Verleger Giulio Ricordi weiterhin. Schon am 28. April 1889, eine Woche nach der Uraufführung, verkündete die Gazzetta musicale dass die beiden gemeinsam die nächsten Opern planten. Den ersten Hinweis auf das Sujet der Manon Lescaut hatte Puccini bereits im März 1885 von Ferdinando Fontana, dem Librettisten seiner beiden ersten Opern, erhalten, der ihn auf eine Schauspiel-Bearbeitung von Étienne Gosse aus dem Jahr 1820 aufmerksam machte.:220 Bedenken Ricordis wegen der Nähe zu Massenets Oper wies Puccini mit der Erklärung zurück, dass eine Frau wie Manon mehrere Liebhaber haben könne. Da Puccini mit den Arbeiten seines bisherigen Librettisten Fontana wegen dessen „pseudophilosophischen Ambitionen“ unzufrieden war, entschied er sich stattdessen für Marco Praga. Der wiederum bestand darauf, für die Versifizierung den jungen Dichter Domenico Oliva hinzuziehen, mit dem er bereits zusammengearbeitet hatte. Die Verträge wurden im Sommer 1889 abgeschlossen, und die Autoren stellten Anfang des folgenden Jahres ein Libretto vor, dessen vier Akte in Amiens, in der Wohnung der Liebenden in Paris, in Gerontes Stadthaus bzw. in der Wüste von Louisiana spielten. Puccini begann daraufhin mit der Arbeit und vollendete die Musik des ersten Akts im März 1890. Im Juni beklagte er sich jedoch über Probleme, die ihn „zur Verzweiflung trieben“. Zudem hatte das Werk eine zu große Ähnlichkeit mit Massenets Manon. Puccini verlangte nun eine Überarbeitung des Textes und bestand auf einer völlig neuen Szene für Manons Einschiffung in Le Havre. Da Praga dies ablehnte, erstellte Ruggero Leoncavallo im Auftrag Ricordis eine neue Handlungsskizze für den zweiten Akt, die Oliva ausarbeiten sollte. Aufgrund von Arbeitsüberlastung zog sich Leoncavallo ebenfalls zurück. Im Herbst 1891 übernahm Luigi Illica die Aufgabe, das Libretto zu überarbeiten. Giuseppe Giacosa wurde als Berater engagiert. Illica vollendete die Le-Havre-Szene und ergänzte das Lied des Laternenwärters. Von Ricordi selbst stammt die Szene, in der sich der Kapitän bereit erklärt, Des Grieux mitzunehmen. Auch Puccini steuerte elf Zeilen für das Duett Lescaut/Manon im Haus Gerontes bei, und Leoncavallo schrieb zwei Zeilen zum Abschluss von Des Grieux’ Solo. Im Sommer 1892 wurde der ursprüngliche zweite Akt, die Beschreibung des glückliche Zusammenleben der Liebenden, aufgegeben und durch den ersten Teil des dritten Akts ersetzt. Die Le-Havre-Szene wurde nun zum eigenständigen Akt und erhielt ein einleitendes Intermezzo. Da Oliva nun erklärte, dass er nicht mehr mit dem Werk in Verbindung gebracht werden wolle, einigte man sich darauf, das Libretto ohne Nennung der Autoren zu veröffentlichen.
Puccini schrieb die Musik der Oper hauptsächlich in den Jahren 1891 und 1892 in Lucca, in Torre del Lago und in Mailand. Der zuletzt komponierte dritte Akt entstand in Vacallo in der Schweiz. Im Oktober 1892 schloss er die Arbeit ab. Wie auch in einigen anderen seiner Werke verwertete er auch in Manon ältere Musik. Für das Madrigal im zweiten Akt nutzte er das Agnus Dei seiner Messa di Gloria (1880). Die Melodie von Des Grieux’ Arie „Donna non vidi mai“ übernahm er aus Mentìa l’avviso (1883). Die Einleitung ist eine beschleunigte Version eines Menuetts für Streichquartett aus dem Jahr 1884. Motive der Streichquartett-Elegie Crisantemi finden sich im dritten und vierten Akt.
Noch im Jahr der Uraufführung 1893 überarbeitete Puccini das Finale des ersten Akts. Dabei ersetzte er das ursprüngliche pezzo concertato durch einen Dialog zwischen Lescaut und Geronte und einen Auftritt der Studenten mit Edmont. Auch später noch veränderte er das Werk immer wieder. Manons Arie „Sola, perduta, abbandonata“ im vierten Akt wurde längere Zeit fortgelassen und am 26. Dezember 1922 mit einem veränderten Schluss in Mailand (Text: Giuseppe Adami) wieder aufgenommen.:222 Der Dirigent Arturo Toscanini, unter dessen Leitung diese Fassung erstmals in Mailand zu hören war, schlug weitere Änderungen an der Partitur vor, die ebenfalls dauerhaft blieben. Diese Fassung gilt als definitive Version der Oper.
Die Uraufführung am 1. Februar 1893 fand in Anwesenheit des Komponisten im Teatro Regio in Turin statt. Das Bühnenbild stammte von Ugo Gheduzzi und Alfonso Goldini, die Kostüme von Adolfo Hohenstein. Die musikalische Leitung hatte Alessandro Pomè. Es sangen Cesira Ferrani (Manon Lescaut), Achille Moro (Lescaut), Giuseppe Cremonini (Des Grieux), Alessandro Polonini (Geronte de Ravoir), Roberto Ramini (Edmondo, Tanzmeister und Laternenwärter), Augusto Castagnoli (Wirt), Elvira Ceresoli-Salvatori (Musico) und Ferdinando Cattadori (Sergeant und Marinekommandant). Den Perückenmacher spielte Augusto Ginghini.
Die Aufführung war ein großer Erfolg. Kritiken würdigten seine „stilistische Eigenständigkeit“ und „die effektvolle Behandlung des Orchesters“. Das von Ricordi veröffentlichte Regiebuch („disposizione scenica“) wurde zur Vorlage der nachfolgenden Produktionen anderer Häuser. Bereits im Juni 1893 gab es die österreichische Erstaufführung in Trient, bevor die Oper im Herbst an weiteren kleineren und mittelgroßen italienischen Theatern gespielt wurde. Bei fast allen diesen Produktionen war Puccini präsent. Das überarbeitete erste Finale wurde erstmals am 21. Dezember 1893 in Novara gespielt. Die Aufführungen in Neapel ab dem 21. Januar 1894 (Dirigent: Vincenzo Lombardi; Manon: Eva Tetrazzini, Des Grieux: Fernando Valero, Lescaut: Arturo Pessina) waren wie die folgende Produktion in Mailand ab dem 7. Februar 1894 (Dirigent: Edoardo Mascheroni; Manon: Olga Olgina, später Hariclea Darclée; Des Grieux: Giuseppe Cremonini, später Edoardo Garbin) gewaltige Erfolge.:229 Die Oper hielt sich im Repertoire der Scala und wurde dort jeweils in größeren Abständen neu inszeniert, so in den 1920er Jahren von Giovacchino Forzano, 1934 von Mario Frigerio, 1957 von Franco Enriquez und 1978 von Piero Faggioni.
Puccini war nun auch international anerkannt. Außerhalb Italiens wurde Manon Lescaut noch im ersten Jahr in Buenos Aires, Rio de Janeiro, Petersburg und Madrid gespielt, 1894 in Prag, London, Montevideo, Philadelphia und Mexiko, 1895 in Santiago de Chile und 1898 in Wallack’s Theatre New York, in Athen und Amsterdam. Auch fremdsprachige Fassungen erschienen schnell:
- 1893: Hamburg – deutsche Übersetzung von Ludwig Hartmann; Dirigent: Otto Lohse, Regie: Franz Bittong; Manon: Berta Foerster-Lauterer, Des Grieux: Willi Birrenkoven
- 1894: Budapest – ungarische Übersetzung von Antal Rado (Dirigent: Arthur Nikisch)
- 1894: Prag – tschechische Übersetzung von Václav Juda Novotný
- 1895: Warschau – polnische Übersetzung von Adolf Kitschman
- 1906: Nizza – französische Übersetzung von Maurice Vaucaire; 1907 auch in Marseille und Antwerpen gespielt

Wichtige Spielorte waren außer der Mailänder Scala das Royal Opera House Covent Garden in London und die Metropolitan Opera New York. Die erste Aufführung in London gab es am 11. Mai 1894, da Ricordi die Aufführungsrechte für Verdis Falstaff nur zusammen mit denen von Manon Lescaut vergab.:229 1904 wurde das Werk hier erstmals in englischer Sprache gesungen. Bei der Premiere an der MET im Jahr 1907 war Puccini persönlich anwesend. Hier sangen Lina Cavalieri (Manon) und Enrico Caruso (Des Grieux).
Weitere wichtige Produktionen waren:
- 1908: Volksoper Wien, in deutscher Sprache, in Anwesenheit Puccinis
- 1908: Berlin, in deutscher Sprache
- 1923: Wiener Staatsoper, in deutscher Sprache, Textbearbeitung: Franz Schalk; Regie: Woldemar Runge; Manon: Lotte Lehmann, Des Grieux: Alfred Piccaver
- 1934: Hamburg; Inszenierung: Oscar Fritz Schuh; Dirigent: Richard Richter
- 1953: Dresden; Inszenierung: Joachim Herz
- 1954: Hamburg; Inszenierung: Günther Rennert; Dirigent: Albert Bittner
- 1955: Komische Oper Berlin; Inszenierung: Joachim Herz; Dirigent: Meinhard von Zallinger; Manon: Melitta Muszely
- 1956: Wiener Staatsoper, in deutscher Sprache; Inszenierung: Günther Rennert; Dirigent: Rudolf Moralt; Manon: Carla Martinis, Des Grieux: Rudolf Schock
- 1964: Wiener Staatsoper, in italienischer Sprache; Dirigent: Mario Rossi
- 1971: Deutsche Oper Berlin; Inszenierung: Boleslaw Barlog; Dirigent: Lorin Maazel; Manon: Pilar Lorengar, Des Grieux: James King
- 1979: Hamburg; Inszenierung: Götz Friedrich; Dirigent: Silvio Varviso
- 1973: Spoleto; Inszenierung: Luchino Visconti
- 1981: München; Inszenierung: Giancarlo Del Monaco
- 1982: Bonn; Inszenierung: Luca Ronconi
- 1983: Frankfurt: Inszenierung: Hansgünther Heyme
- 1986: Wiener Staatsoper; Inszenierung: Otto Schenk; Dirigent: Giuseppe Sinopoli; Manon: Mirella Freni, Des Grieux: Peter Dvorský
- 1987: Nationaltheater Mannheim; Inszenierung: Wolf Seesemann
- 1988: Staatsoper Berlin; Inszenierung: Horst Bonnet
- 1990: Pariser Oper; Regie: Robert Carsen; auch 1991 an der Vlaamse Opera Antwerpen; dort ab 1996 im Rahmen eines siebenteiligen Puccini-Zyklus[5][14]
- 1997: Glyndebourne Festival Opera; Dirigent: John Eliot Gardiner[15]
- 1998: Teatro alla Scala Mailand; Dirigent: Riccardo Muti; Manon: Maria Guleghina, Des Grieux: José Cura[15]
- 2001: Bayerische Staatsoper München; Inszenierung: Andreas Homoki, Bühne: Wolfgang Gussmann[15]

## Aufnahmen
Puccinis Manon Lescaut ist vielfach auf Tonträger erschienen. Operadis nennt 85 Aufnahmen im Zeitraum von 1931 bis 2009. Daher werden im Folgenden nur die in Fachzeitschriften, Opernführern oder Ähnlichem besonders ausgezeichneten oder aus anderen Gründen nachvollziehbar erwähnenswerten Aufnahmen aufgeführt.
- 1930 – Lorenzo Molajoli (Dirigent), Orchester und Chor des Teatro alla Scala Mailand.
 Maria Zamboni (Manon Lescaut), Lorenzo Conati (Lescaut), Francesco Merli (Des Grieux), Attilio Bardonali (Geronte de Ravoir), Giuseppe Nessi (Edmondo, Tanzmeister und Laternenwärter), Anna Masetti-Bassi (Musico), Aristide Baracchi (Sergeant), Natale Villa (Marinekommandant).
 Studioaufnahme; erste bekannte Einspielung.
 Phonographe CD: PH 5006/7, Cantus Classics 500045 (2 CDs).[17]:14059
- Juli 1954 – Jonel Perlea (Dirigent), Orchester und Chor des Teatro dell’Opera di Roma.
 Licia Albanese (Manon Lescaut), Robert Merrill (Lescaut), Jussi Björling (Des Grieux), Franco Calabrese (Geronte de Ravoir und Sergeant), Mario Carlin (Edmondo, Tanzmeister und Laternenwärter), Enrico Campi (Wirt und Marinekommandant), Anna Maria Rota (Musico).
 Studioaufnahme.
 Gramophone-Empfehlung: „Additional Recommendation“.[18]
 RCA CD: GD 60573, Naxos historical 8.111030-31 (2 CDs).[17]:14070
- 31. März 1956 – Dimitri Mitropoulos (Dirigent), Orchester und Chor der Metropolitan Opera New York.
 Licia Albanese (Manon Lescaut), Franco Guarrera (Lescaut), Jussi Björling (Des Grieux), Fernando Corena (Geronte de Ravoir), Thomas Hayward (Edmondo), George Cehanovsky (Wirt), Rosalind Elias (Musico), Alessio de Paolis (Tanzmeister), James McCracken (Laternenwärter), Calvin Marsh (Sergeant), Osie Hawkins (Marinekommandant).
 Live aus New York.
 Opernwelt: „Eine gewisse Referenz […] wegen Dimitri Mitropoulos, der auch in diesem Werk die dramatische Fieberkurve herausarbeitet.“[19]
 Melodram CD: 27502, Fonit Cetra LP: DOC 9.[17]:14075
- Juli 1957 – Tullio Serafin (Dirigent), Orchester und Chor des Teatro alla Scala Mailand.
 Maria Callas (Manon Lescaut), Giulio Fioravanti (Lescaut), Giuseppe Di Stefano (Des Grieux), Franco Calabrese (Geronte de Ravoir), Dino Formichini (Edmondo), Carlo Forti (Wirt), Fiorenza Cossotto (Musico), Vito Tatone (Tanzmeister), Franco Riccardi (Laternenwärter), Giuseppe Morresi (Sergeant), Franco Ventriglia (Marinekommandant).
 Studioaufnahme.
 Opernwelt-CD-Tipp: „künstlerisch wertvoll“.[15]
 Csampai/Holland: „Diskographische Empfehlung“.[5]
 Gramophone-Empfehlung: „Additional Recommendation“.[18]
 EMI CD: CDS 7 47393 8, EMI LP: 29 0041 3 mono.[17]:14076
- Dezember 1983, Januar 1984 – Giuseppe Sinopoli (Dirigent), Philharmonia Orchestra London, Chor der Covent Garden Opera London.
 Mirella Freni (Manon Lescaut), Renato Bruson (Lescaut), Plácido Domingo (Des Grieux), Kurt Rydl (Geronte de Ravoir), Robert Gambill (Edmondo), George MacPherson (Wirt), Brigitte Fassbaender (Musico), John Fryatt (Tanzmeister), Mark Curtis (Laternenwärter), Paschal Allen und/oder Handel Thomas (Sergeant), John Tomlinson (Marinekommandant).
 Studioaufnahme; vollständig.
 Opernwelt-CD-Tipp: „DDD-Aufnahme“.[15]
 Csampai/Holland: „Diskographische Empfehlung“.[5]
 DG CD: 435 408 2, DGG CD: 413 893-2, DGG LP: 413 893-1, DGG MC: 413 893-4.[17]:14122
- Mai/Juni 1987 – Riccardo Chailly (Dirigent), Orchester und Chor des Teatro Comunale di Bologna.
 Kiri Te Kanawa (Manon Lescaut), Paolo Coni (Lescaut), José Carreras (Des Grieux), Italo Tajo (Geronte de Ravoir), William Matteuzzi (Edmondo), Ledo Freschi (Wirt), Margarita Zimmermann (Musico), Piero de Palma (Tanzmeister), Carlo Gaifa (Laternenwärter), Giorgio Tadeo (Sergeant), Natale de Carolis (Marinekommandant).
 Studioaufnahme.
 Csampai/Holland: „Diskographische Empfehlung“.[5]
 DECCA CD: 421 426-2 (2 CDs).[17]:14126
- Januar 1991 – Silvio Varviso (Dirigent), Robert Carsen (Inszenierung), Orchester und Chor der Vlaamse Opera.
 Miriam Gauci (Manon Lescaut), Jan Danckaert (Lescaut), Antonio Ordonez (Des Grieux), Jules Bastin (Geronte de Ravoir), Barry Ryan (Edmondo, Tanzmeister und Laternenwärter), Herman Bekaert (Wirt), Pia Raanoja (Musico).
 Video; live aus Anvers.
 Gramophone: „A rather overstylised production but with superb conducting by Silvio Varviso.“[20]
 Arthaus DVD 100 224, VL KLASSIK VI: VLRM 022.[17]:14130
- August 1992 – James Levine (Dirigent), Orchester und Chor der Metropolitan Opera.
 Mirella Freni (Manon Lescaut), Dwayne Croft (Lescaut), Luciano Pavarotti (Des Grieux), Giuseppe Taddei (Geronte de Ravoir), Ramón Vargas (Edmondo), Cecilia Bartoli (Musico), Anthony Laciura (Tanzmeister), Paul Groves (Laternenwärter), James Courtney (Sergeant), Federico Davià (Marinekommandant).
 Studioaufnahme.
 Gramophone-Empfehlung: „The Gramophone Choice“.[18]
 DECCA CD: 440 200 2.[17]:14132
- Mai 1997 – John Eliot Gardiner (Dirigent), London Philharmonic Orchestra, Glyndebourne Festival Chorus.
 Adina Nitescu (Manon Lescaut), Roberto de Candia (Lescaut), Patrik Denniston (Des Grieux), Paolo Montarsolo (Geronte de Ravoir), Antonello Palombi (Edmondo), Richard Mosley-Evans (Wirt und Marinekommandant), Sarah Connolly (Musico), Christopher Lemmings (Tanzmeister), Michael Hart-Davies (Laternenwärter), Kevin Sharp (Sergeant).
 Video; live aus Glyndebourne.
 Opernwelt: „Modellhafte Inszenierung […], die durch das vitale, momentweise elektrisierende Dirigat John Eliot Gardiners musikalisch starke Unterstützung erhält.“[21]
 Warner Music Vision VIDEO: 0630-18647-3, Warner Music Vision 51442-0489-2 (1 DVD).[17]:14135
- Juni 1998 – Riccardo Muti (Dirigent), Orchester und Chor des Teatro alla Scala Mailand.
 Maria Guleghina (Manon Lescaut), Lucio Gallo (Lescaut), José Cura (Des Grieux), Luigi Roni (Geronte de Ravoir), Marco Berti (Edmondo), Aldo Mori (Wirt), Gloria Banditelli (Musico), Mario Bolognesi (Tanzmeister), Ernesto Gavazzi (Laternenwärter), Silvestro Sammaritano (Sergeant), Ernesto Panariello (Marinekommandant).
 Audio und Video; live aus Mailand; vollständig.
 Csampai/Holland: „Diskographische Empfehlung“.[5]
Gramophone: „Riccardo Muti directs an exciting version of an opera that falls short on subtlety.“[22]
 DGG 463 186-2 (2 CDs), TDK DVWW OPMLE (1 DVD).[17]:14137
- 2014 – Antonio Pappano (Dirigent), Jonathan Kent (Inszenierung), Paul Brown (Ausstattung), Denni Sayers (Choreografie), Orchestra of the Royal Opera House, Royal Opera Chorus.
 Kristīne Opolais (Manon Lescaut), Christopher Maltman (Lescaut), Jonas Kaufmann (Des Grieux), Maurizio Muraro (Geronte de Ravoir), Benjamin Hulett (Edmondo).
 Video; live aus London.
Opernwelt: „Londoner Mitschnitt unter Antonio Pappanos gewohnt farbintensiver Leitung […] mit eindringlichen Bildern, kaum poetisch andeutend, sondern direkt, grell, als zeitkritisches Bild im Jetzt.“[23]
 Sony 888751051997 (DVD).
- 2016 – Marco Armiliato (Dirigent), Münchner Rundfunkorchester, Konzertvereinigung Wiener Staatsopernchor.
 Anna Netrebko (Manon Lescaut), Armando Pina (Lescaut), Yusif Eyvazov (Des Grieux), Carlos Chausson (Geronte de Ravoir), Benjamin Bernheim (Edmondo), Szilvia Vörös (Musico).
 Live aus Salzburg.
Opernwelt: „Anna Netrebko glänzt als Salzburger ‚Manon Lescaut’.“[24]
 DG 50388089 (2 CDs).

## Andere Bearbeitungen
Basierend auf demselben Stoff:
- Manon Lescaut, Oper von Daniel-François-Esprit Auber
- Manon, Oper von Jules Massenet
- Boulevard Solitude, Oper von Hans Werner Henze

## Ausgaben
Partitur
- Ricordi, Mailand 1893 (SC 64.E.2A: PN 96389)
- Ricordi, Mailand 1898 (?) (SC 64.E.4A: PN 96389)
- Ricordi, Mailand 1915 (SC 64.E.6: PN 115300)
- Ricordi, Mailand 1924 (SC 64.E.8B: PN 115300)
- Ricordi, Mailand 1958 (SC 64.E.8D: PN P. R.113)
- Roger Parker (Hrsg.), 2013 (PN 139071)

Klavierauszug
- Ricordi, Carlo Carignani (Hrsg.), 1892 (SC 64.E.1: PN 95567, 277 Seiten)
- Ricordi, 1893 (SC 64.E.2: PN 95567, 275 Seiten)
- Ricordi, 1893 (SC 64.E.3: PN 95567, 262 Seiten, neues Finale I)
- Ricordi, 1898 (?) (SC 64.E.4: PN 95567, 264 Seiten)
- Ricordi, 1909 (SC 64.E.5: PN 95567, 258 Seiten, ohne Manons Arie im vierten Akt)
- Ricordi, 1923 (SC 64.E.7: PN 95567, 264 Seiten)
- Ricordi, frühestens 1924 (SC 64.E.8: PN 95567, 263 Seiten)
- Ricordi, Mario Parenti (Hrsg.), 1960 (SC 64.E.8: PN 95567, 263 Seiten)
- Roger Parker (Hrsg.), 2015 (PN 139074)

Libretto
- Ricordi, ab 1893 (61 Seiten)
- Ludwig Hartmann, 1893 (deutsch)
- Joachim Popelka, Georg C. Winkler, 1955 (deutsch)
- Joachim Herz, Eginhard Röhlig (1992)

Regiebuch („disposizione scenica“)
- Ricordi, Mailand 1893 (Nr. 96457)